# Johann Georg Rosenmüller
Pour les articles homonymes, voir Rosenmüller.
Johann Georg Rosenmüller est théologien luthérien, né le 18 décembre 1736 à Ummerstadt, près d'Hildburghausen et mort le 14 mars 1815. Il enseigne la théologie à Erlangen, à Giessen et à Leipzig (1785). Il est enterré à l'ancien cimetière Saint-Jean de Leipzig.

## Œuvres
Il réforme sur quelques points la liturgie protestante, et se fait un nom dans l'exégèse par ses Scholia in Novum Testamentum, 6 vol. in-8, Nuremberg, 1777-1782, ouvrage qui obtient plusieurs éditions. 